# Classe 66/7

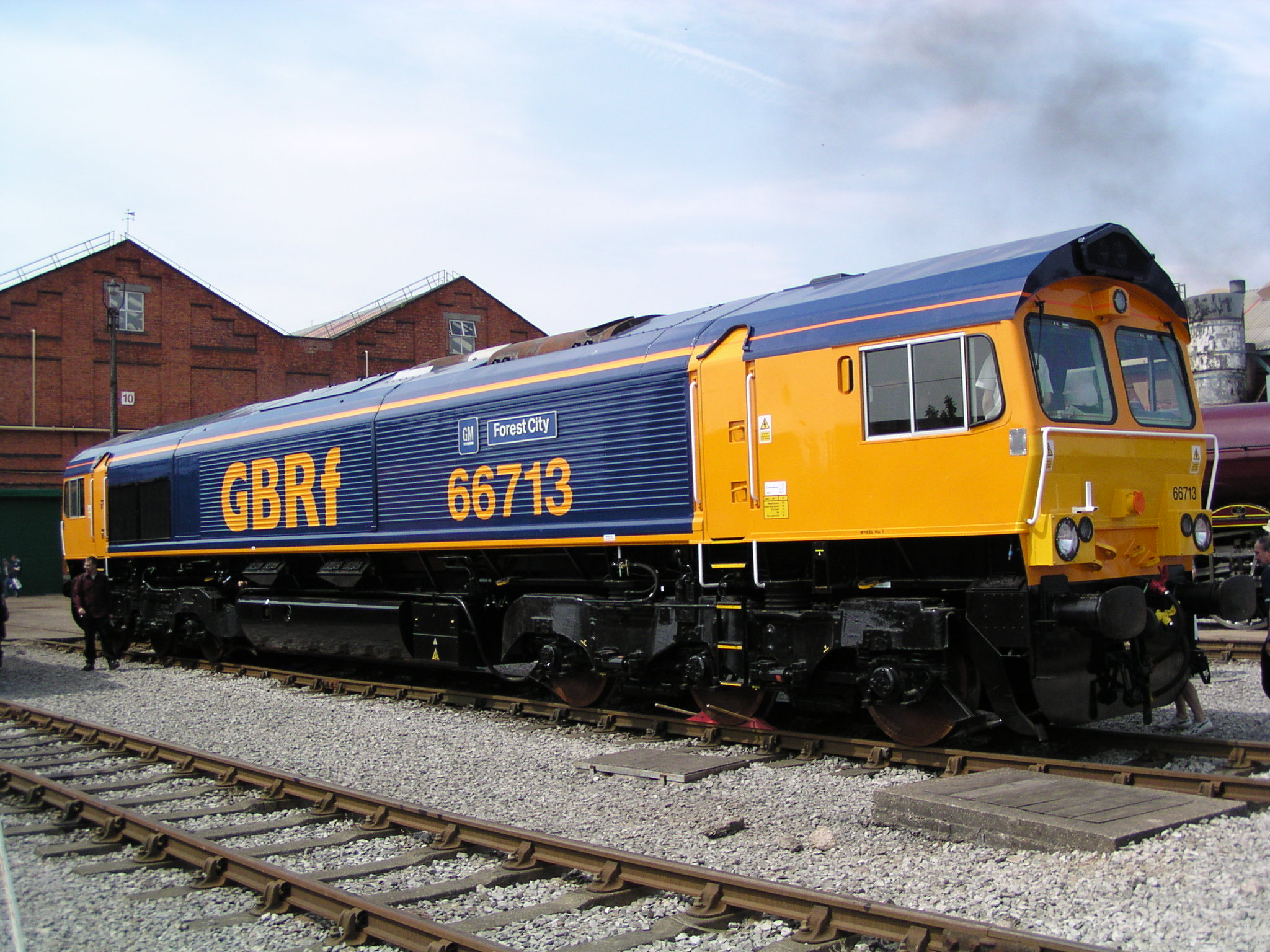
Locomotive n° 66713 Forest City présentée aux ateliers de Crewe le 2003

La Classe 66/7 est une sous-série de la Classe 66 des chemins de fer britanniques comprenant des locomotives exploitées par GB Railfreight. GBRf fut la troisième entreprise ferroviaire à commander des locomotives diesel classe 66 après EWS et Freightliner.

## Caractéristiques
La machine n° 66709 a été peinte aux couleurs du client Medite Shipping et baptisée Joseph Arnold Davies. Certaines de ces locomotives arborent le logo de First Group sur leurs faces frontales. Les machines n° 66701-7 ont conservé l'ancienne disposition des feux tandis que les 66708-? ont de nouveaux feux group standard.
Noter que les machines Classe 66/4 de DRS sont également peintes en bleu. Les locomotives 66/7 peuvent se reconnaître à leur cabine de conduite orange (marque de GBRf) et n'ont pas de traverse de tête rouge.

## Projet de livraison
Plusieurs locomotives sont en commande et devraient entrer en service sous la livrée de Metronet.

## Sous séries
Sous-séries de la Classe 66
- 66/0
- 66/4
- 66/5
- 66/6
- 66/7
- 66/9